# Pterocheilus phaleratus
Pterocheilus phaleratus ist ein Hautflügler aus der Familie der Faltenwespen (Vespidae). Sie ist die einzige Art ihrer Gattung in Europa. Von der Art sind mehrere Unterarten bekannt. 

## Merkmale
Die Tiere erreichen eine Körperlänge von sieben bis neun Millimetern. Die Schuppen am Flügelgelenk (Tegulae) sind hinten abgerundet. Die Labialpalpen sind sehr lang und lang bewimpert. Die Art hat die längsten Mundwerkzeuge der Solitären Faltenwespen, wodurch sie Sand zwischen diesen und dem Prothorax gut transportieren können.

## Vorkommen
Die Art kommt in Europa bis in den Süden Skandinaviens vor. Sie besiedelt trockene und temperaturbegünstigte, offene, schwach bewachsene Lebensräume mit Sandböden. Die Tiere fliegen von Mitte Mai bis Mitte September. Die Art ist in Mitteleuropa selten.

## Lebensweise
Das Nest wird im Sandboden angelegt. Es führt wenige Zentimeter senkrecht nach unten und endet in einer horizontal abzweigenden einzelnen Zelle. Darin wird das Ei an die Decke geklebt. Anschließend wird die Larvennahrung, Raupen von Echten Sackträgern (Psychidae) eingebracht. Der gesamte Gang wird sodann mit Sand verfüllt. Bei den Imagines kann Nektarraub (Kleptolektie) beobachtet werden. Sie beißen Blüten, vor allem von Gewöhnlichem Hornklee oder Gemeiner Ochsenzunge auf und saugen Nektar durch diese Öffnung, ohne dass die Blüte bestäubt wird. 